# Miguel Colmenero
Miguel Colmenero Menéndez de Luarca (Madrid, 1952) es un jurista español, magistrado de la Sala Segunda de lo Penal del Tribunal Supremo y actual presidente de la Junta Electoral Central.

## Biografía

### Fiscal
Hizo la carrera fiscal en las provincias de Guipúzcoa, Cádiz, Sevilla y Segovia antes de pasar -entre 1998 y 2002- a fiscal del Tribunal Supremo. De perfil conservador, ejerció como presidente de la también conservadora Asociación de Fiscales. Desde la Asociación de Fiscales, fue crítico con la forma de actuar del ejecutivo a la hora de resolver la crisis de la Audiencia Nacional con el nombramiento de Eduardo Fungairiño como jefe ante este tribunal. Denunció el intento del Gobierno de José María Aznar de instrumentalizar el ministerio público en beneficio de "sus intereses particulares". Lo acusó de actuar con poco respeto "ante las inquietudes mostradas por las diferentes asociaciones fiscales y judiciales". Criticó que la denuncia de la Unión Progresista de Fiscales se presentara en Bruselas, ante Parlamento y la Comisión Europea, puesto que según él se tendría que haber resuelto en España, a pesar de que su asociación lo apoyó. También criticó el hecho que Felipe González quisiera defender a Barrionuevo y Vera porque "no contribuye a normalizar la situación" creada después de la sentencia del caso Marey, y se opuso a cualquier medida que supusiera una impunidad exprés o encubierta de Augusto Pinochet.

### Magistrado del Supremo
El 2002, siendo ministro de justicia Ángel Acebes, se incorporó al Tribunal Supremo, a cual accedió por el turno reservado a juristas de reconocido prestigio.
Posteriormente, compitió con el juez Manuel Marchena para presidir la Sala de lo penal del Alto Tribunal, quien finalmente ocupó el cargo.
Como magistrado del Supremo, formó parte del tribunal que condenó a Baltasar Garzón y ha sido ponente del caso de los ERE de Andalucía.
En 2017, su nombre sonó entre los candidatos a ocupar la plaza de fiscal general del Estado después de la muerte de José Manuel Maza.
En enero del 2018 fue uno de los tres magistrados que ratificó la prisión preventiva por Oriol Junqueras, argumentando un "riesgo relevante" de reiteración delictiva porque "no tiene la intención de abandonar" la vía seguida hasta ahora".

## Publicaciones
- Delitos contra el patrimonio. 2007.[14]